# Vallecorsa
Vallecorsa är en ort och kommun i provinsen Frosinone i regionen Lazio i Italien. Kommunen hade 2 538 invånare (2018).